# Munții Vârșeț
Munții Vârșeț (în sârbă Вршачке планине, cu alfabetul latin: Vršačke planine, Munții Vršac) cunoscuți și ca Dealul Vârșețului (în sârbă Вршачки брег, cu alfabetul latin: Vršački breg, Dealul Vršac) sunt situați în regiunea Banat lângă orașul Vârșeț, Voivodina, Serbia, și parțial și în România. Acestea reprezintă un masiv independent și distinct, cu 19 kilometri lungime, cu o suprafață de 170 km2, din care 122 km2 se află în Serbia și restul de 48 km2 se află în România. Cel mai înalt vârf, Vârful Guduric (în sârbă Гудурички врхе), are 641 de metri.

## Geografie
Munții Vârșeț au forma unui arc, în care masa muntoasă de bază ocupă poziția centrală, în timp ce dealurile se întind spre sud și nord. Munții sunt formați din roci paleozoice (care au peste 260 de milioane de ani), care sunt înconjurate de sedimente din Neogen (aproximativ 60 de milioane de ani), inclusiv cele ale vechii Mări Panonice (aproximativ 25 de milioane de ani). Contrar unor date din literatura de specialitate, Vârșeț nu face parte din Munții Carpați, în schimb este un munte insular panonic conform poziției geotectonice și structurii geologice. Formele specifice de diversitate geomorfologică, sculptate natural – realizate din gnais și șisturi sunt reprezentate în mici movilițe (hummock) solitare sau grupate.
Din munți se văd Vršac , Voivodina și România .

## Vârfuri
În ceea ce privește aspectul munților Vârșeț, patru forme distincte sunt clar vizibile:
- Turnul Vârșeț (Vršačka kula), 399 metri
- Capul vulpii (Lisičija glava), cu cele trei vârfuri ale sale:
  - Vârful Gudurica (Gudurički vrh), cel mai înalt vârf din Voivodina, cu o altitudine de 641 metri
  - Vârful Vârșeț (Vršački vrh), 590 metri
  - Vršišor de Jos (Donji Vršišor), 463 metri

Între aceste vârfuri se găsesc rifturi vaste. Turska glava (402 m), Đakov vrh (449 m) și Kamenarica sunt, de asemenea, locuri interesante pentru alpiniști.

## Fauna
Datorită condițiilor naturale excepționale, munții Vârșeț cu 120 de specii de păsări înregistrate reprezintă unul dintre cele mai bogate habitate ornitologice din Voivodina și din întreaga Serbie. Aici trăiesc și alți reprezentanți ai faunei, cum ar fi vulpea gri și roșie, cerbul, mistreții și lupii care apar din când în când.
Munții Vârșeț au fost clasificați încă din 1982 ca un „peisaj cu caracteristici remarcabile” în Registrul Național al Resurselor Naturale Protejate.

## Parc natural

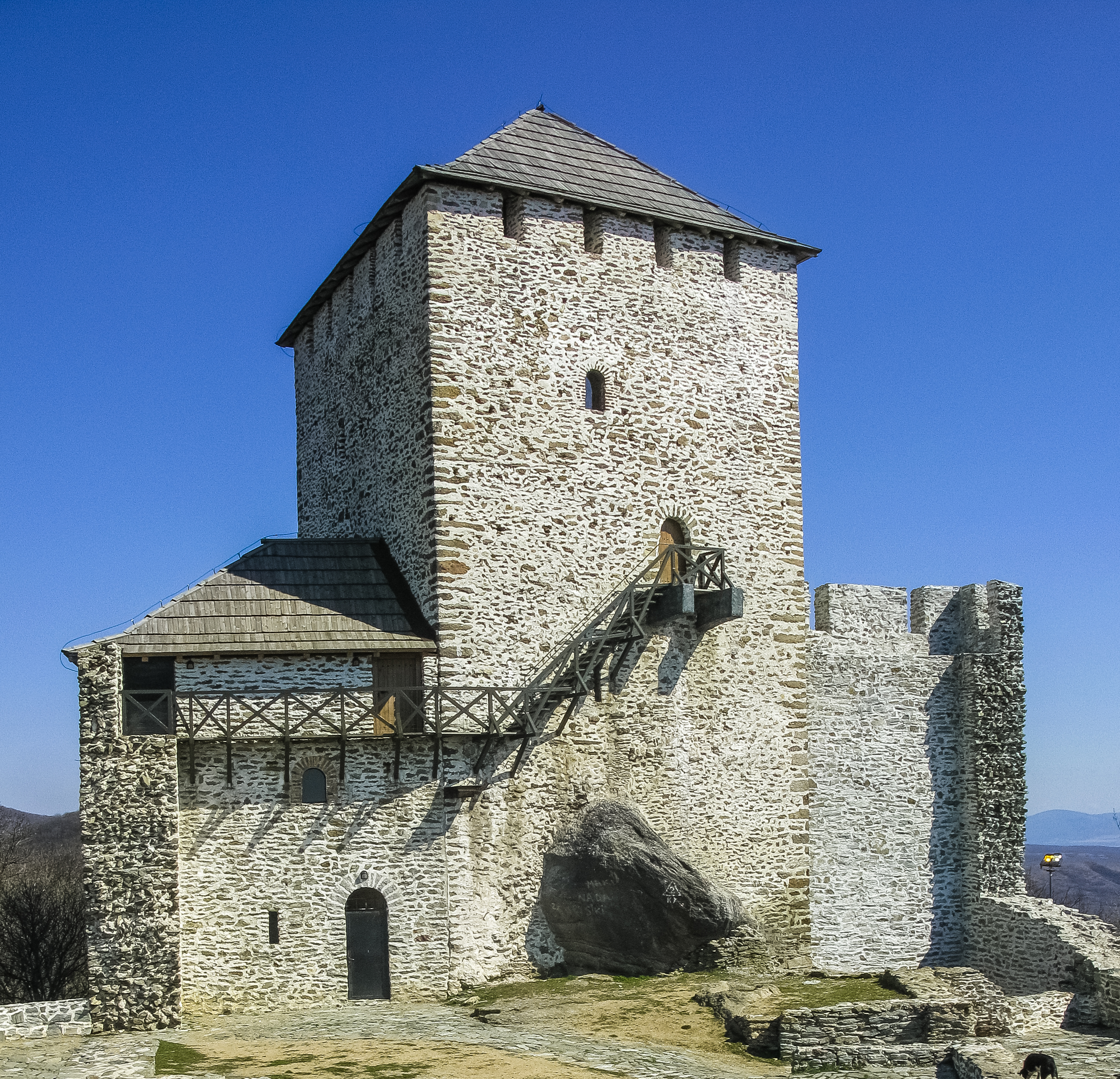
Turnul Vârșeț

Datorită poziției unice a munților, diversității florei și vegetației, ecosistemelor forestiere bogate, peisajelor și peisajelor frumoase, cea mai mare parte a suprafeței forestiere a acestui munte din Serbia, cu o suprafață de 4.177 hectare, a fost protejat în 1982 ca parc natural. În perioada 2001-2005 a fost realizat un studiu privind auditul de protecție. În decembrie 2005, Adunarea comunală Vršac a luat decizia de a proteja peisajul cu caracteristici excepționale al Muntelui Vršac pe 4.408 hectare, dintre care 190 de hectare sunt în gradul I de protecție.

## Cultura
Cele mai importante monumente culturale includ Turnul Vârșețului din secolul al XV-lea și Mănăstirea Mesić, care, conform documentelor din secolul al XVIII-lea, a fost construită în secolul al XV-lea, în timp ce tradiția susține că a fost ridicată în 1225.